# Rafael Palmero
Rafael Palmero Ramos (ur. 27 lipca 1936 w Morales de Rey, zm. 8 marca 2021 w Alicante) – hiszpański duchowny katolicki, biskup Orihuela-Alicante w latach 2006–2012.

## Życiorys

### Prezbiterat
Święcenia kapłańskie otrzymał 13 września 1959 i został inkardynowany do diecezji Astorgi. Po święceniach został wykładowcą miejscowego seminarium, zaś w 1963 został delegatem biskupim ds. Caritas. W latach 1968–1972 był sekretarzem arcybiskupa Barcelony. W 1972 wyjechał do Toledo. W tym samym roku został inkardynowany do tamtejszej archidiecezji i objął urząd jej wikariusza generalnego oraz wykładowcy toledańskiego seminarium.

### Episkopat
24 listopada 1987 papież Jan Paweł II mianował go biskupem pomocniczym archidiecezji Toledo, ze stolicą tytularną Petina. Sakry biskupiej udzielił mu 24 stycznia 1988 ówczesny arcybiskup Toledo – kard. Marcelo González Martín.
9 stycznia 1996 został mianowany biskupem ordynariuszem diecezji Palencia (urząd objął 19 lutego 1996). 26 listopada 2005 Benedykt XVI mianował go biskupem Orihuela-Alicante. Ingres odbył się 21 stycznia 2006.
27 lipca 2012 przeszedł na emeryturę, a jego następcą został bp Jesús Murgui Soriano.